# Alessandra Magnaguagno
Alessandra Magnaguagno (29 dicembre 1973) è un'ex calciatrice ed ex giocatrice di calcio a 5 italiana, di ruolo centrocampista nel calcio a 11 e universale nel calcio a 5.

## Carriera
Magnaguagno, dopo aver indossato la maglia del Foroni fino al dicembre 1995, durante il calciomercato invernale si trasferisce al Bardolino, squadra con cui rimane fino al termine della stagione 2002-2003.
Con il Bardolino festeggia alla sua prima stagione la promozione in Serie A, giocando al livello di vertice del campionato italiano per tutto il resto della carriera in calcio a 11, vincendo nel 2001 la Supercoppa di categoria.

## Palmarès
- Supercoppa italiana: 1

Bardolino: 2001
- Campionato italiano di Serie B: 1

Bardolino: 1996-1997